# 繁欽
繁欽（？—218年），字休伯，東漢潁川（今河南禹縣）人。
曾任丞相曹操主簿，以善寫詩、賦、文章知名於世。

## 生平
出身望族，少時即有才名，以文才機辯，和杜襲、趙儼同依附劉表，當時繁欽的才能多次讓劉表驚異，甚受賞識，但受杜襲開導，與趙儼隨杜襲走到長沙郡，分享財物和共同生活。後曹操迎漢獻帝遷都許昌，趙儼認為曹操就是那個能重建中國的人，於是三人都回到故鄉潁川郡。
後繁欽曾任丞相曹操主簿，長於書記，善為詩賦，文字巧麗。建安二十三年（218年）卒。曾著《征天山賦》，描述建安十四年（209年）時曹操軍將領張遼征討賊寇陳蘭、梅成時的狀況。

## 詩作
- 定情詩